# Rally Islas Canarias - El Corte Inglés de 2008
El Rally Islas Canarias de 2008, oficialmente 32.º Rally de Canarias-El Corte Inglés, fue la trigésimo segunda edición y la segunda ronda de la temporada 2008 del Campeonato de España de Rally. Fue también puntuable para la European Rally Cup South, el campeonato de Canarias, la Mitsubishi Evo Cup y la Nissan 350 Z. Se celebró del 18 al 19 de abril y contó con un itinerario de doce tramos que sumaban un total de 205,86 km cronometrados.

## Itinerario
| Día   | Tramo | Nombre                                | Distancia | Ganador        | Líder          |
| ----- | ----- | ------------------------------------- | --------- | -------------- | -------------- |
| Día 1 | TC1   | Moya-Fontanales 1                     | 9.44 km   | Armide Martín  | Armide Martín  |
| Día 1 | TC2   | Valleseco 1                           | 21.51 km  | Cancelado      | Armide Martín  |
| Día 1 | TC3   | Teror-Arucas 'Festina'                | 7.52 km   | Armide Martín  | Armide Martín  |
| Día 1 | TC4   | Moya-Fontanales 2                     | 9.44 km   | Armide Martín  | Armide Martín  |
| Día 1 | TC5   | Valleseco 2                           | 21.51 km  | Armide Martín  | Armide Martín  |
| Día 1 | TC6   | Teror-Arucas 'Festina' 2              | 7.52 km   | Sergio Vallejo | Sergio Vallejo |
| Día 1 | TC7   | El Saucillo-Artenara                  | 28.73 km  | Sergio Vallejo | Sergio Vallejo |
| Día 1 | TC8   | Parador-Lomo Magullo                  | 23.35 km  | Luis Monzón    | Sergio Vallejo |
| Día 2 | TC9   | Agüimes-Santa Lucía 'Festina'         | 17.85 km  | Luis Monzón    | Sergio Vallejo |
| Día 2 | TC10  | San Bartolomé de Tirajana-San Mateo 1 | 20.57 km  | Sergio Vallejo | Sergio Vallejo |
| Día 2 | TC11  | Agüimes-Santa Lucía 'Festina' 2       | 17.85 km  | Luis Monzón    | Sergio Vallejo |
| Día 2 | TC12  | San Bartolomé de Tirajana-San Mateo 2 | 20.57 km  | Sergio Vallejo | Sergio Vallejo |

## Clasificación final
| Pos.    | Piloto               | Copiloto           | Automóvil              | Tiempo    | Diferencia |
| General | General              | General            | General                | General   | General    |
| ------- | -------------------- | ------------------ | ---------------------- | --------- | ---------- |
| 1.      | Sergio Vallejo       | Diego Vallejo      | Porsche 997 GT3 RS 3.6 | 1:55:21.2 | 0.0        |
| 2.      | Luis Monzón          | José Carlos Déniz  | Peugeot 207 S2000      | 1:55:50.0 | +28.8      |
| 3.      | Enrique García Ojeda | Jordi Barrabés     | Peugeot 207 S2000      | 1:56:39.0 | +1:17.8    |
| 4.      | Alfonso Viera        | Víctor Pérez       | Ford Focus RS WRC '06  | 1:57:08.3 | +1:47.1    |
| 5.      | Óscar Garre          | Cándido Carrera    | Peugeot 207 S2000      | 2:01:07.7 | +5:46.5    |
| 6.      | José Antonio Torres  | Mahy García        | Renault Clio R3        | 2:02:03.5 | +6:42.3    |
| 7.      | Joan Vinyes          | Jordi Mercader     | Renault Clio R3        | 2:03:47.2 | +8:26.0    |
| 8.      | Sergio López-Fombona | Juan Carlos Dorado | Nissan 350Z            | 2:04:59.7 | +9:38.5    |
| 9.      | Miguel Ángel Padrón  | Narciso Pérez      | BMW M3 E30             | 2:05:30.6 | +10:09.4   |
| 10.     | Miguel Martín        | José Manuel Martín | BMW 325i E30           | 2:07:54.9 | +12:33.7   |